# 齐良迟
齐良迟（1921年—2003年），字子长，男，汉族，湖南湘潭人，中国画家，曾任第八届全国政协委员。

## 家庭
父亲齐白石。